# Czortowice
Czortowice – wieś w Polsce położona w województwie lubelskim, w powiecie hrubieszowskim, w gminie Hrubieszów. Wieś położona przy drodze wojewódzkiej nr 844.
| SIMC    | Nazwa        | Rodzaj    |
| ------- | ------------ | --------- |
| 0889114 | Przychodziec | część wsi |

W latach 1975–1998 miejscowość administracyjnie należała do województwa zamojskiego.
Wieś stanowi sołectwo gminy Hrubieszów. Według Narodowego Spisu Powszechnego (III 2011 r.) liczyła 114 mieszkańców i była 30. co do wielkości miejscowością gminy Hrubieszów.
Wierni Kościoła rzymskokatolickiego należą do parafii św. Apostołów Piotra i Pawła w Moniatyczach.
Wojna polsko-bolszewicka
W czasie wojny wojny polsko-bolszewickiej, dnia 1 września 1920 roku w Czortowicach zamordowana została przez żołnierzy bolszewickich 1 Armii Konnej Siemiona Budionnego Teresa Grodzińska – sanitariuszka 4 Pułku Piechoty Legionów.